# العلاقات الغابونية التنزانية
العلاقات الغابونية التنزانية هي العلاقات الثنائية التي تجمع بين الغابون وتنزانيا.

## مقارنة بين البلدين
هذه مقارنة عامة ومرجعية للدولتين:
| وجه المقارنة                                              | الغابون                        | تنزانيا                        |
| --------------------------------------------------------- | ------------------------------ | ------------------------------ |
| المساحة (كم2)                                             | 267.67 ألف                     | 947.30 ألف                     |
| عدد السكان (نسمة)                                         | 2.03 مليون                     | 57.31 مليون                    |
| الكثافة السكانية (ن./كم²)                                 | 7.58                           | 60.5                           |
| العاصمة                                                   | ليبرفيل                        | دودوما                         |
| اللغة الرسمية                                             | لغة فرنسية                     | اللغة السواحلية، لغة إنجليزية  |
| العملة                                                    | فرنك وسط أفريقي                | شيلينغ تانزاني                 |
| الناتج المحلي الإجمالي (بليون دولار)                      | 14.62 مليار                    | 52.09 مليار                    |
| الناتج المحلي الإجمالي (تعادل القوة الشرائية) بليون دولار | 34.65 مليار                    | 138.73 مليار                   |
| الناتج المحلي الإجمالي الاسمي للفرد دولار أمريكي          | 8.27 ألف                       | 878                            |
| الناتج المحلي الإجمالي للفرد دولار أمريكي                 | 19.43 ألف                      | 2.54 ألف                       |
| مؤشر التنمية البشرية                                      | 0.684                          | 0.521                          |
| رمز المكالمات الدولي                                      | +241                           | +255                           |
| رمز الإنترنت                                              | .ga                            | .tz                            |
| المنطقة الزمنية                                           | ت ع م+01:00، توقيت غرب أفريقيا | ت ع م+03:00، توقيت شرق أفريقيا |

## منظمات دولية مشتركة
يشترك البلدان في عضوية مجموعة من المنظمات الدولية، منها:
| علم المنظمة | اسم المنظمة                                 | تاريخ انضمام الغابون | تاريخ انضمام تنزانيا |
| ----------- | ------------------------------------------- | -------------------- | -------------------- |
|             | البنك الدولي للإنشاء والتعمير               | 10 سبتمبر 1963       | 10 سبتمبر 1962       |
|             | يونسكو                                      | 16 نوفمبر 1960       | 6 مارس 1962          |
|             | مؤسسة التمويل الدولية                       | 20 أكتوبر 1970       | 10 سبتمبر 1962       |
|             | المركز الدولي لتسوية المنازعات الاستشارية   | 14 أكتوبر 1966       | 17 يونيو 1992        |
|             | منظمة حظر الأسلحة الكيميائية                | ?                    | ?                    |
|             | مؤسسة التنمية الدولية                       | 4 نوفمبر 1963        | 6 نوفمبر 1962        |
|             | منظمة التجارة العالمية                      | ?                    | 1995                 |
|             | الاتحاد الأفريقي                            | ?                    | 16 يناير 1964        |
|             | الاتحاد البريدي العالمي                     | ?                    | ?                    |
|             | وكالة ضمان الاستثمار متعدد الأطراف          | 26 مارس 2003         | 19 يونيو 1992        |
|             | الاتحاد الدولي للاتصالات                    | 28 ديسمبر 1960       | 31 أكتوبر 1962       |
|             | منظمة الشرطة الجنائية الدولية               | ?                    | ?                    |
|             | الأمم المتحدة                               | 20 سبتمبر 1960       | 14 ديسمبر 1961       |
|             | مجموعة دول أفريقيا والكاريبي والمحيط الهادئ | ?                    | ?                    |
|             | البنك الإفريقي للتنمية                      | ?                    | ?                    |

## وصلات خارجية
- موقع وزارة الخارجية التنزانية